# Бугар (Бихаћ)
Бугар је насељено мјесто у Босни и Херцеговини, у општини Бихаћ, које административно припада Федерацији Босне и Херцеговине. Према попису становништва из 1991. у насељу је живјело 186 становника.

## Историја

### Други свјетски рат
Усташе су у селу Бугар покупили све младе девојке, затворили их у школу и над њима "читав дан вршили силовања и оргијали". Кад се приближила ноћ, усташе су напустили село а сељаци су онда дошли, и девојке пустили из школе".

## Становништво
|             | 2013.       | 1991.        | 1981.        | 1971.        |
| Укупно      | 39 (100,0%) | 186 (100,0%) | 214 (100,0%) | 227 (100,0%) |
| Бошњаци     | 34 (87,18%) | 71 (38,17%)1 | 72 (33,64%)1 | 46 (20,26%)1 |
| Босанци     | 3 (7,692%)  | –            | –            | –            |
| Хрвати      | 2 (5,128%)  | 10 (5,376%)  | 10 (4,673%)  | –            |
| Срби        | –           | 104 (55,91%) | 129 (60,28%) | 180 (79,30%) |
| Остали      | –           | 1 (0,538%)   | –            | 1 (0,441%)   |
| Југословени | –           | –            | 3 (1,402%)   | –            |

1. 1 На пописима од 1971. до 1991. Бошњаци су пописивани углавном као Муслимани.